# Tranquillo Barnetta
Tranquillo Barnetta (sinh ngày 22 tháng 5 năm 1985 ở St. Gallen) là một cầu thủ bóng đá người Thụy Sĩ hiện đang là tiền vệ của St. Gallen và đội tuyển bóng đá quốc gia Thụy Sĩ. Anh thường chơi ở vị trí tiền vệ cánh nhưng cũng có thể chơi ở vị trí tiền vệ lùi.

## Sự nghiệp

### Câu lạc bộ
Barnetta bắt đầu sự nghiệp cùng đội bóng quê nhà FC St. Gallen nhưng ngay lập tức được Bayer Leverkusen mua về vào tháng 1 năm 2004. Trong mùa giải đầu tiên của anh cùng Bayer, anh có một quãng thời gian được đem cho Hannover 96 mượn, trở lại Bayer vào tháng 3 năm 2005.
Sau màn trình diễn tốt tại World Cup ở Đức, Barnetta trở thành nhân tố quan trọng trong đội hình Bayer. Mùa giải 2008-09 là mùa giải đáng quên với anh, sau khi Bayer về đích ở vị trí thấp hơn hai bậc so với mùa giải trước và số bàn thắng của anh bị giảm đi. Trong kì chuyển nhượng mùa hè, anh được cho là sẽ rời khỏi Bayer sau khi đội bóng mua về Toni Kroos. Anh thể hiện được phong độ tốt ở mùa giải 2009-10, ghi 2 bàn ngay trong trận đấu thứ hai ở mùa giải và đóng góp vào thành tích bất bại của Bayer trong nửa đầu của mùa giải.

### Đội tuyển quốc gia
Barnetta là thành viên đội U17 vô địch giải U17 châu Âu 2002 với đồng đội Philippe Senderos và Reto Ziegler. Anh là thành viên quan trọng ở đội tuyển quốc gia và lần đầu được gọi vào đội tuyển ở Euro 2004 nhưng không được ra sân. Ở World Cup 2006, anh ghi 2 bàn trong trận đấu ở vòng bảng gặp đội tuyển bóng đá quốc gia Togo, nhưng lỡ một quả luân lưu trong loạt luân lưu mà đội tuyển bóng đá quốc gia Ukraina đã thắng 3-0.

## Thống kế sự nghiệp

### Câu lạc bộ
| Thành tích câu lạc bộ         | Thành tích câu lạc bộ | Thành tích câu lạc bộ | Giải quốc gia | Giải quốc gia | Cúp         | Cúp         | Châu lục | Châu lục | Khác | Khác | Tổng | Tổng |
| Câu lạc bộ                    | Giải                  | Mùa                   | Trận          | Bàn           | Trận        | Bàn         | Trận     | Bàn      | Trận | Bàn  | Trận | Bàn  |
| Thụy Sĩ                       | Thụy Sĩ               | Thụy Sĩ               | Giải          | Giải          | Cúp Thụy Sĩ | Cúp Thụy Sĩ | Châu Âu  | Châu Âu  | Khác | Khác | Tổng | Tổng |
| ----------------------------- | --------------------- | --------------------- | ------------- | ------------- | ----------- | ----------- | -------- | -------- | ---- | ---- | ---- | ---- |
| St. Gallen                    | Giải ngoại hạng       | 2002-03               | 30            | 10            | 0           | 0           | 0        | 0        | 0    | 0    | 30   | 10   |
| St. Gallen                    | Giải ngoại hạng       | 2003-04               | 30            | 5             | 0           | 0           | 0        | 0        | 0    | 0    | 30   | 5    |
| Đức                           | Đức                   | Đức                   | Giải          | Giải          | DFB-Pokal   | DFB-Pokal   | Châu Âu  | Châu Âu  | Khác | Khác | Tổng | Tổng |
| Hannover 96 (mượn)            | Bundesliga            | 2004-05               | 7             | 2             | 0           | 0           | 0        | 0        | 0    | 0    | 7    | 2    |
| Bayer Leverkusen              | Bundesliga            | 2005-06               | 31            | 6             | 0           | 0           | 0        | 0        | 0    | 0    | 31   | 6    |
| Bayer Leverkusen              | Bundesliga            | 2006-07               | 30            | 1             | 0           | 0           | 0        | 0        | 0    | 0    | 30   | 1    |
| Bayer Leverkusen              | Bundesliga            | 2007-08               | 32            | 6             | 0           | 0           | 1        | 1        | 0    | 0    | 33   | 7    |
| Bayer Leverkusen              | Bundesliga            | 2008-09               | 31            | 4             | 0           | 0           | 0        | 0        | 0    | 0    | 31   | 4    |
| Bayer Leverkusen              | Bundesliga            | 2009-10               | 32            | 4             | 2           | 0           | 0        | 0        | 0    | 0    | 34   | 4    |
| Bayer Leverkusen              | Bundesliga            | 2010-11               | 24            | 2             | 1           | 0           | 6        | 0        | 0    | 0    | 31   | 2    |
| Bayer Leverkusen              | Bundesliga            | 2011-12               | 7             | 0             | 0           | 0           | 0        | 0        | 0    | 0    | 7    | 0    |
| Eintracht Frankfurt (mượn)    | Bundesliga            | 2013-14               | 22            | 1             | 2           | 0           | 7        | 0        | 0    | 0    | 31   | 1    |
| Schalke 04                    | Bundesliga            | 2012-13               | 21            | 0             | 3           | 0           | 7        | 0        | 0    | 0    | 31   | 0    |
| Schalke 04                    | Bundesliga            | 2013-14               | 1             | 0             | 1           | 0           | 0        | 0        | 0    | 0    | 2    | 0    |
| Schalke 04                    | Bundesliga            | 2014-15               | 22            | 3             | 1           | 0           | 4        | 0        | 0    | 0    | 27   | 3    |
| USA                           | USA                   | USA                   | Giải          | Giải          | US Open Cup | US Open Cup | Châu lục | Châu lục | Khác | Khác | Tổng | Tổng |
| Philadelphia Union            | MLS                   | 2015                  | 11            | 1             | 2           | 0           | 0        | 0        | 0    | 0    | 13   | 1    |
| Philadelphia Union            | MLS                   | 2016                  | 17            | 2             | 1           | 0           | 0        | 0        | 0    | 0    | 18   | 2    |
| Tổng sự nghiệp                | Tổng sự nghiệp        | Tổng sự nghiệp        | 348           | 47            | 13          | 0           | 25       | 1        | 0    | 0    | 386  | 48   |
| Cập nhật: 18 tháng 7 năm 2016 |                       |                       |               |               |             |             |          |          |      |      |      |      |

### Bàn thắng quốc tế
| Barnetta - bàn thắng cho đội tuyển Thụy Sĩ | Barnetta - bàn thắng cho đội tuyển Thụy Sĩ | Barnetta - bàn thắng cho đội tuyển Thụy Sĩ | Barnetta - bàn thắng cho đội tuyển Thụy Sĩ | Barnetta - bàn thắng cho đội tuyển Thụy Sĩ | Barnetta - bàn thắng cho đội tuyển Thụy Sĩ | Barnetta - bàn thắng cho đội tuyển Thụy Sĩ | Barnetta - bàn thắng cho đội tuyển Thụy Sĩ |
| #                                          | Ngày                                       | Địa điểm                                   | Đối thủ                                    | Bàn thắng                                  | Kết quả                                    | Giải đấu                                   |                                            |
| ------------------------------------------ | ------------------------------------------ | ------------------------------------------ | ------------------------------------------ | ------------------------------------------ | ------------------------------------------ | ------------------------------------------ | ------------------------------------------ |
| 1.                                         | 1 tháng 3 năm 2006                         | Hampden Park, Glasgow                      | Scotland                                   | 1-0                                        | 3-1                                        | Giao hữu                                   |                                            |
| 2.                                         | 27 tháng 5 năm 2006                        | St. Jakob-Park, Basel                      | Bờ Biển Ngà                                | 1-0                                        | 1-1                                        | Giao hữu                                   |                                            |
| 3.                                         | 19 tháng 6 năm 2006                        | Westfalenstadion, Dortmund                 | Togo                                       | 2-0                                        | 2-0                                        | World Cup 2006                             |                                            |
| 4.                                         | 22 tháng 8 năm 2007                        | Sân vận động Genève, Geneva                | Hà Lan                                     | 1-0 (penalty)                              | 2-1                                        | Giao hữu                                   |                                            |
| 5.                                         | 22 tháng 8 năm 2007                        | Sân vận động Genève, Geneva                | Hà Lan                                     | 2-0                                        | 2-1                                        | Giao hữu                                   |                                            |
| 6.                                         | 7 tháng 9 năm 2007                         | Sân vận động Ernst Happel, Vienna          | Chile                                      | 1-0                                        | 2-1                                        | Giao hữu                                   |                                            |
| 7.                                         | 4 tháng 6 năm 2011                         | Sân vận động Wembley, Luân Đôn             | Anh                                        | 1-0                                        | 2-2                                        | Vòng loại Euro 2012                        |                                            |
| 8.                                         | 4 tháng 6 năm 2011                         | Sân vận động Wembley, Luân Đôn             | Anh                                        | 2-0                                        | 2-2                                        | Vòng loại Euro 2012                        |                                            |
| 9.                                         | 15 tháng 8 năm 2012                        | Sân vận động Poljud, Split                 | Croatia                                    | 2-1                                        | 4-2                                        | Giao hữu                                   |                                            |
| 10.                                        | 16 tháng 10 năm 2012                       | Laugardalsvöllur, Reykjavík                | Iceland                                    | 1-0                                        | 2-0                                        | Vòng loại World Cup 2014                   |                                            |